# Marienstraße (Düren)
Die Marienstraße in der Kreisstadt Düren (Nordrhein-Westfalen) ist eine alte Innerortsstraße.
Die Marienstraße verbindet die Schützenstraße in östlicher Richtung mit der Moltkestraße. Sie verläuft parallel zur nördlich gelegenen Bismarckstraße und der südlich gelegenen Kölnstraße.
An der nördlichen Seite stehen zwischen der Marienstraße und der Bismarckstraße die Gebäude der Kreisverwaltung Düren. An der Ecke Moltkestraße / Marienstraße steht das Gebäude der ehemaligen privaten Handelsschule von Anton Germscheid.

## Geschichte
Die Marienstraße war eine Erschließungsstraße für neue Baugrundstücke, die der Großgrundbesitzer und Kohlenhändler Hermann Kirchner, damals wohnhaft in der Kölnstraße 59, anlegen ließ. 1894 reichte er das Projekt zur Anlage einer Straße bei der Stadt Düren ein. Ihm wurden mehrere Vorschriften gemacht, z. B. eine Straßenbreite von 16 Metern und Vorgärten für alle Häuser. Außerdem musste er die Straße kostenlos der Stadt übereignen.
Der dann Kirchnerstraße genannte Weg wurde auf Wunsch von Kirchner am 5. Mai 1896 nach der hl. Maria benannt.